# Dagomba (lud)
Dagomba – grupa etniczna w Afryce Zachodniej, zamieszkująca głównie dorzecze Białej Wolty i Oti w północnej Ghanie. Liczy ponad 1,2 mln osób (2017). Posługuje się językiem dagbani z podgrupy językowej gur. Wyznaje islam z zachowanymi elementami animizmu. Podstawą organizacji społecznej Dagomba są rody patriarchalne i wielkie rodziny. Zajmują się głównie uprawą roślin, hodowlą i rzemiosłem.